# Christopher Reinhold von Nolcken (Generalmajor)

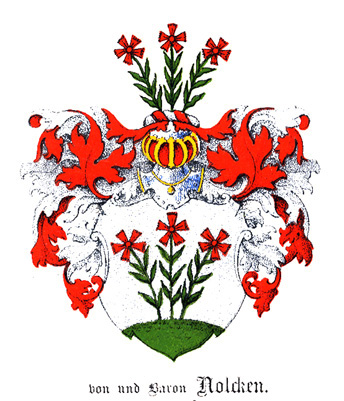
Stammwappen derer von Nolcken

Christopher Reinhold von Nolcken (russisch: Христофор Романович (Христофор Рейнгольд) фон Нолькен; * 9. August 1728; † 4. Mai 1802 in Gawrilowski, beigesetzt in Narva), Herr auf Kangern, war ein russischer  Generalmajor, Gouverneur von Pskow und Mitglied des russischen Staatsrats.

## Laufbahn
Seine militärische Laufbahn begann 1751 im Semjonowskoje-Leibgarderegiment, 1762 wurde er zum Leutnant befördert, es folgten 1765 die Beförderung zum Kapitän-Leutnant und 1769 zum Hauptmann. Ab 1775 war er Brigadier und Stadtkommandant von Dorpat. Ab dem 9. August 1777 war er Gouverneur des Gouvernements Pskow und wurde am 26. September 1778 wegen Inkompetenz von diesem Posten abgelöst. Ab 1780 war er Mitglied im russischen Staatsrat und trat  1799 zurück. Von 1789 bis 1795 war er Kreisadelsmarschall von Gdow im Gouvernement Sankt Petersburg. Bis zu seinem Tod im Jahre 1802 war er auf seinem Landsitz in Gawrilowski.

## Familie
Christopher Reinhold stammte aus dem schwedisch-baltischen Adelsgeschlecht Nolcken. Sein Vater war der öselsche Landmarschall und Landrat Reinhold Gustav von Nolcken († 1762), der in erster Ehe mit Anna Christina von Redkenhof verheiratet war. Christopher heiratete 1770 Juliane Elisabeth von Stjernhjelm, sie hatten folgende Nachkommen:
- Katharina Anna von Nolcken (1771–1842), verheiratet mit Adrian Heinrich von Hagemeister, Herr auf Paunkull (1773–1817)
- Reinhold Diedrich von Nolcken (1772–1842), verheiratet mit Anna Christina Müller (* 1779)
- Charlotte Elisabeth von Nolcken († 1853), Gotthard Emanuel von Aderkas (1773–1861), russischer Generalkonsul in Lübeck